# Кузьминка (Зміїногорський район)
Ку́зьминка (рос. Кузьминка) — село у складі Зміїногорського району Алтайського краю, Росія. Адміністративний центр Кузьминської сільської ради.

## Населення
Населення — 647 осіб (2010; 815 у 2002).
Національний склад (станом на 2002 рік):
- росіяни — 97 %